# Rhinolophus mabuensis
Rhinolophus mabuensis  (Taylor, Stoffberg, Monadjem, Schoeman, Bayliss & Cotterill, 2012) è un pipistrello della famiglia dei rinolofidi endemico del Mozambico.

## Descrizione

### Dimensioni
Pipistrello di medie dimensioni, con la lunghezza dell'avambraccio tra 66 e 69 mm.

### Aspetto
Esternamente questa specie è molto simile a Rhinolophus hildebrandti.  Il labbro inferiore ha un singolo solco che si estende fino sul mento. 

### Ecolocazione
Emette ultrasuoni a ciclo di lavoro alto e frequenza costante a circa 38 kHz.

## Distribuzione e habitat
Questa specie è limitata al Mozambico settentrionale.
Vive nelle foreste montane e sub-montane tra 550 e 1.000 metri di altitudine.

## Conservazione
Questa specie, essendo stata scoperta solo recentemente, non è stata sottoposta ancora a nessun criterio di conservazione.